# 公教報

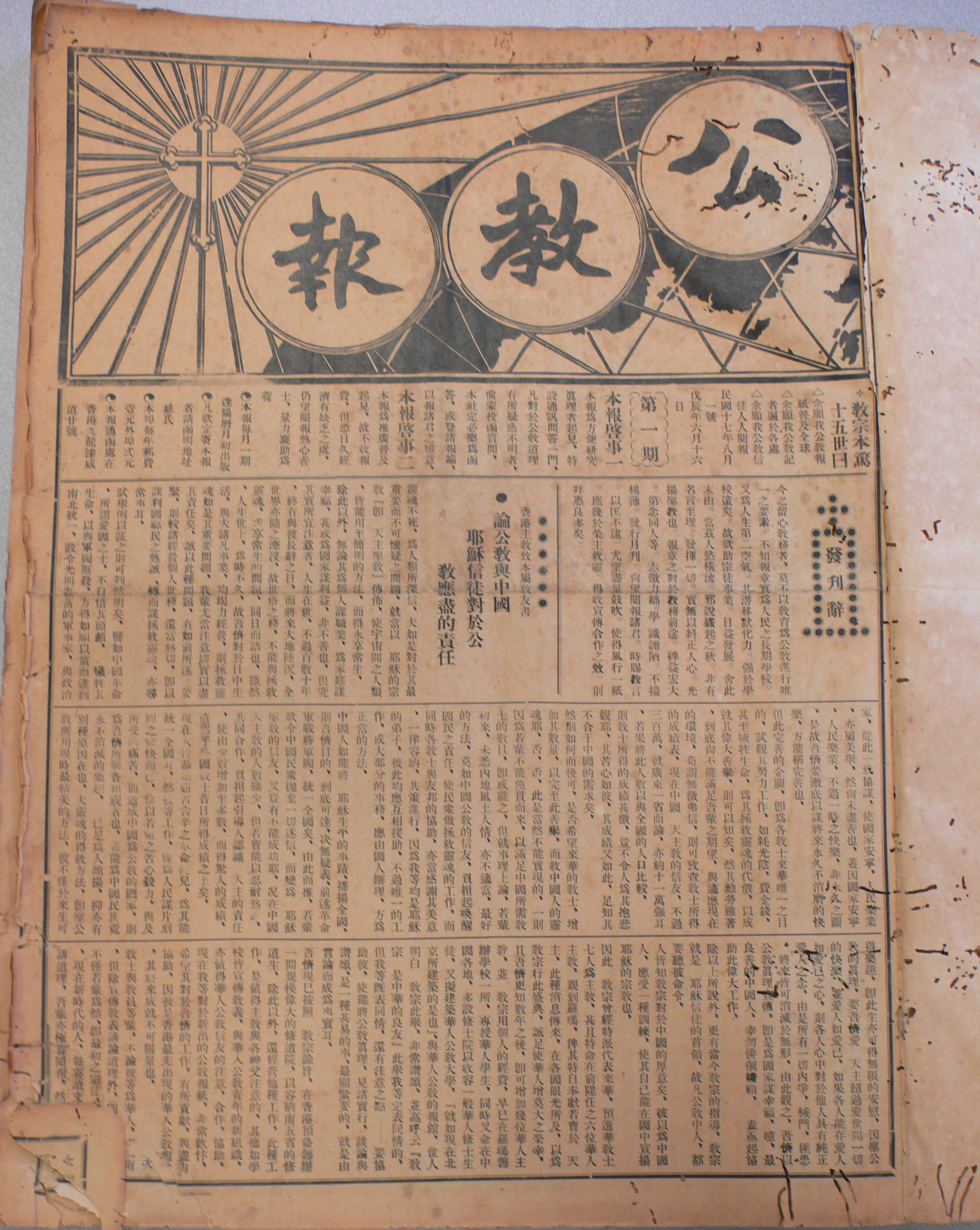
於1928年8月1日出版的第一期《公教報》

《公教報》頭版，2006年7月9日

《公教報》（英語：Kung Kao Po）創刊於1928年8月1日，是天主教香港教區擁有及出版的中文報紙。近年由於多篇關於政治及社會事務的社論被香港主流媒體報導，受到社會的注意。
逢星期日出版，以小報尺寸印製。內容包括香港、外地教會新聞，專欄、社論，《喜樂少年》（針對青少年的副刊）等。
除了在各教堂發售外，該報亦設訂閱服務，因此亦在香港以外的華人天主教會流通。部分內容亦可在網站閱讀，並存有最近五年的過期報紙。自2003年10月19日起，更在報紙網頁以MP3形式提供粵語有聲版。
公教報創刊於1928年8月1日，至2020年10月18日踏入4000期。在二次大戰、於香港淪陷時期停刊逾4年。
該報初期為免費的月刊，1938年改為半月刊，39年10月轉回月刊，46年復刊轉為雙週刊，至1947年改為週刊至今。
公教報歷任主編當中，已故香港教區主教徐誠斌晉牧前曾任主編六年，夏其龍神父先後出任主編及總編輯近18年，是歷任年資最長的一位；社址亦已轉換九次，現址位於中環堅道教區中心。

## 外部連結
- 公教報網頁 （页面存档备份，存于）
- 喜樂少年網頁 （页面存档备份，存于）